# 3-ميثيل يوريدين
3-ميثيل يوريدين (بالإنجليزية: 3-Methyluridine)‏ واختصارا (م3ي) هو نوكليوسيد قاعدته 3-ميثيل يوراسيل وهي مشتق ممثيل من اليوراسيل وسكره هو الريبوز، يتواجد طبيعيا في بعض جزيئات الرنا الناقل والريبوسومي. وجود مجموعة الميثيل في ذرة النيتروجين الثالثة تجعله من المستحيل أن يشكل زوج قاعدي.